# Iglesia de San Vito en la llanura del Sele

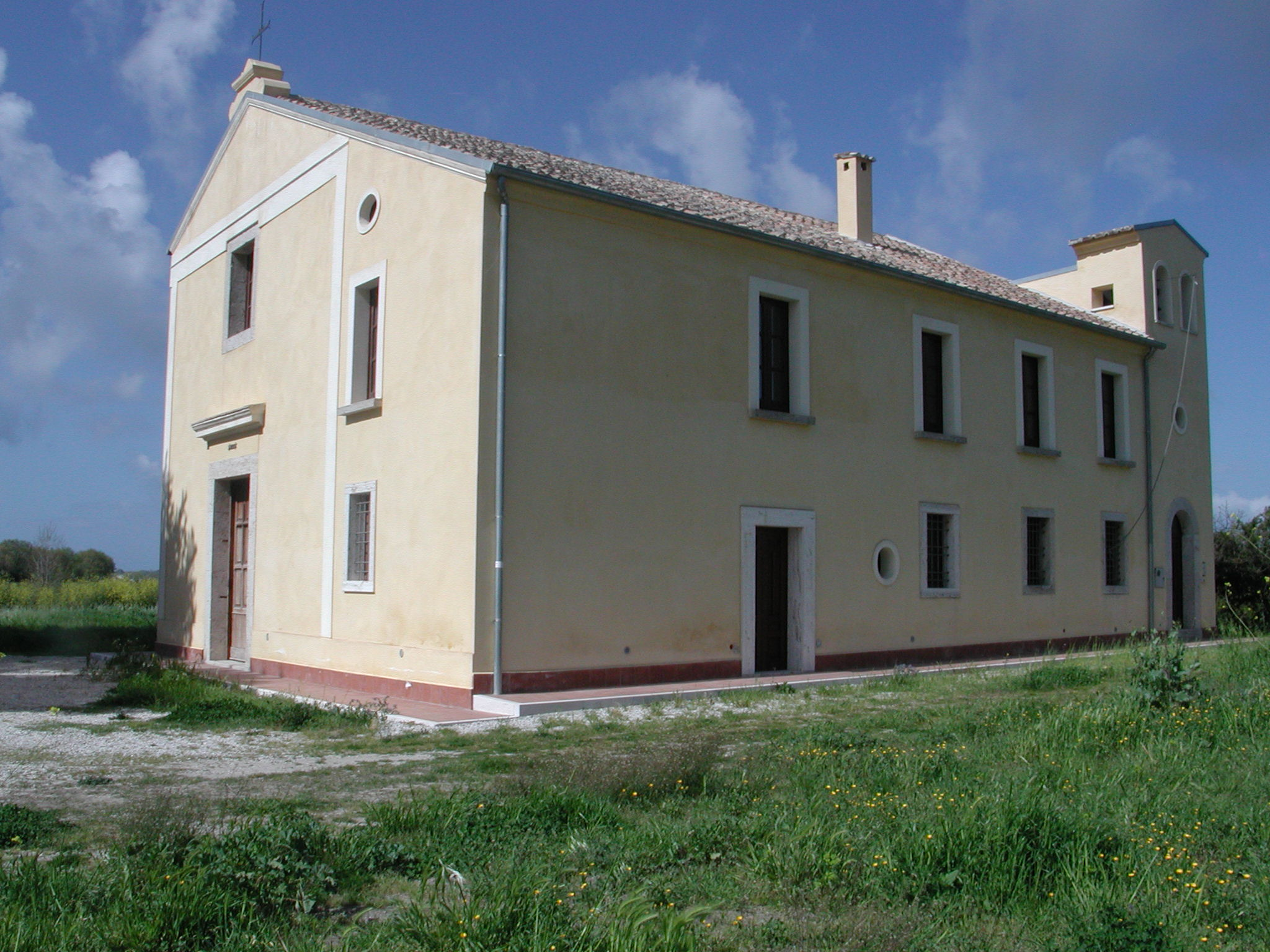
Iglesia de San Vito.

La iglesia de San Vito en la llanura del Sele.

## Historia
La noticia más antigua sobre esta iglesia data de 1042, cuando se encuentra entre los activos de la Iglesia de Salerno. En 1067, Guillermo de Altavilla, que fue acusado de usurpar las propiedades de la Iglesia de Salerno, y que había sido excomulgado por el Papa Alejandro II, tuvo que someterse al poder del Papa, por lo que regresó a Salerno, y entregó al Arzobispo de Salerno, junto con otros bienes, la Iglesia y la propiedad de S. Vito en la llanura del Sele. En 1080, Roberto Guiscardo, Príncipe de Salerno, a través de la intercesión de su esposa Sichelgaita, confirmó al Arzobispo Alfano los bienes que la iglesia de Salerno poseía en el territorio de Éboli, dando como resultado en 1168 a la Bula "Licet nobis" del Papa Alejandro III. En 1221, Federico II de Suabia emitió un comunicado otorgando privilegios a favor de la Iglesia de Salerno, con el cual confirmó todas las concesiones que sus predecesores habían hecho. Entre estos privilegios se encuentran los territorios ubicados en el territorio de “Evoli” y en 1255 Alejandro IV se refiere a la Iglesia de Salerno como una de sus pertenencias.
En un documento llamado “Platea di Pastore”, que se conserva en el Archivo Diocesano de Salerno, se habla sobre el valor de las posesiones en dicho territorio, que posteriormente serían entregadas a la Iglesia Católica, así como la muy cuantiosa contribución de los fieles a esta. 
La iglesia fue restaurada entre los años 1632 y 1636. Posteriormente se realizaron otras reparaciones que se llevaron a cabo en 1715, estas obras incluían las paredes, el techo, la puerta y las molduras. Más tarde, en 1846, el Decurionato de Éboli decidió que las donaciones realizadas en 1837, durante la epidemia del cólera, se invirtieron para hacer posibles unas nuevas reparaciones del techo, las paredes y el altar mayor.

## Curiosidad
Existe un inventario de la iglesia de S. Vito al Sele que se remonta al 1908, realizado por el canónigo don Michele Paesano. Estos objetos se conservaban en la capilla sita en la llanura del Sele y pertenecían a San Vito. En el elenco no sólo figuran obras de arte, sino que también se nombran otros objetos relevantes: “.. Antigua estatua del Santo restaurada por el artista napolitano Raffaele Della Campa en el año 1898. Diadema, peine, cruz, hoja de palma y cadena de plata. Tres abrigos de seda, etc.”